# Paraphlegopteryx tonkinensis
Paraphlegopteryx tonkinensis är en nattsländeart som beskrevs av Georg Ulmer 1907. Paraphlegopteryx tonkinensis ingår i släktet Paraphlegopteryx och familjen kantrörsnattsländor. Inga underarter finns listade i Catalogue of Life.